# Guerra Inca-chanca
La guerra Inca-Chanca è una guerra semileggendaria che contrappose, intorno al 1440, i Chancas, potente popolo della regione di Andahuaylas, agli Incas di Cuzco. È il conflitto finale tra questi due gruppi etnici.
Dopo una prima vittoria durante l'attacco a Cuzco, gli Inca passarono all'offensiva e sconfissero definitivamente i Chancas durante la battaglia di Yahuar Pampa.
La guerra contro i Chancas innesca l'espansione della signoria Inca. Questo conflitto permise a Cusi Yupanqui di prendere il potere e di rovesciare il suo fratellastro Urco, il co-reggente degli Inca.
Tuttavia, l'effetto della guerra fu generalmente esagerato dalla casta dominante degli Inca, che fecero di Pachacutec l'archetipo dei loro principi filosofici. Pachacutec, il cui nome significa “ stravolgimento " O " rivoluzione ”, è la figura che ha compiuto il passaggio dal caos all’ordine generalizzato. Questa nuova era, o pascià, è rappresentata dal Tawantinsuyu, l'Impero degli Inca. Così il suo regno mostra il significato della storia Inca.

## Processi
Durante il regno di Viracocha Inca, i Chanca lasciarono le loro terre, pronti a conquistare Cuzco, partendo da Paucaray e, secondo l'antica tradizione andina, dividendo le loro forze in tre eserciti. Uno si sta dirigendo verso Cuzco, mentre gli altri due sono responsabili della conquista di Cuntisuyo.
Fu allora che Cusi Yupanqui, secondo alcune fonti un altro figlio di Viracocha, si incaricò della difesa di Cuzco. I Kana e i Kanchi si allearono con gli Inca, mentre gli Ayarmaca si allearono con i Chanca. Tuttavia, la maggior parte dei popoli circostanti rimangono neutrali per vedere quale delle potenze nemiche avrà il sopravvento.

### Cusco
Le forze Chanca, guidate, secondo Pedro Cieza de León, dai generali Astoy Huaraka e Tomay Huaraka, e fiduciose della loro vittoria, attaccarono poi la città di Cuzco. Tuttavia, dopo lunghe battaglie, furono gli Inca che, contro ogni previsione, respinsero i Chanca nel villaggio di Ichupampa. Ma Cusi Yupanqui vuole distruggere i suoi potenti nemici e gli Inca entrano nel territorio dei Chanca per sconfiggerli una volta per tutte.

### Yahuar Pampa
Così gli Inca entrarono nel territorio di Chanca. Lo scontro, che ha luogo a Ichupampa, Sacsahuana o Yahuar Pampa, è uno scontro sanguinoso finale tra questi due gruppi etnici, da qui il nome Yahuar Pampa che significa " campagna di sangue », impegnando diverse migliaia di guerrieri.
Dopo questi lunghi scontri furono gli Inca a sconfiggere finalmente i loro potenti nemici. Questa vittoria dà il colpo finale all'etnia Chanca.

### Conquista Inca
Cusi Yupanqui, ora Pachacutec, Sapa Inca IX, conquista l'ex territorio dei Chanca e dei loro alleati. Sottomise gli Ayarmaca, ex rivali degli Inca, Picchu (dove, secondo alcune fonti, fondò Machu Picchu), i Sora e i Vilca. A Vilcas, mandò suo fratello Capac Yupanqui a sottomettere i Chinchas sulla costa, mentre Apu Maita sottomise i pochi Soras e Vilcas che si erano rifugiati su una roccia. Passando per Huamanga, il sovrano raggiunse finalmente la sua destinazione finale, Vilcashuamán, importante città della regione, che trasformò in un centro amministrativo. Tutti gli alleati e i confederati dei Chancas vengono quindi sottomessi. Pachacutec ritornò a Cuzco, dove organizzò festeggiamenti per celebrare le sue vittorie.